# Кукина, Марина Владимировна
Марина Владимировна Кукина (родилась 22 августа 1993 года в Липецке) — российская регбистка, выступающая за клубы «РГУТИС-Подмосковье» (регби-7) и «ВВА-Подмосковье» (регби-15). Чемпионка Европы 2014, 2016, 2017, 2018, 2019 и 2021 годов. Мастер спорта России международного класса, Заслуженный мастер спорта России.

## Карьера
Марина занималась в детстве спортивной гимнастикой и лёгкой атлетикой (метанием копья). Начала заниматься регби в Липецке, когда пришла на стадион поддержать своего родного брата. Она училась в спортивной школе олимпийского резерва, затем поступила в Московский государственный университет сервиса. Метанием копья занималась у Валерия Хоровцева, в регби её привела игрок и тренер Елена Гамова. Играла за «ВВА-Подмосковье» (регби-15) и «РГУТИС-Подмосковье» (регби-7, позже переименован в «ВВА-Подмосковье») с момента переезда в Москву, неоднократная чемпионка России и обладательница Кубка России. Первый тренер — Марат Минисламов.
В составе сборной России по регби-7 выигрывала чемпионаты Европы 2014, 2016, 2017 (этапы в Мальморе и Казани), 2018, 2019 и 2021 годов (заявлена на этапы в Лиссабоне и Москве). В 2015 году на этапе Мировой серии по регби в Дубае с командой вышла в финал розыгрыша, выбив по пути команду Новой Зеландии, и заняла со сборной 2-е место.
В июле 2021 года включена в заявку команды ОКР на Олимпиаду в Токио.